# Translatiegolf
Een translatiegolf is een golf, die door kanaal- of rivierpand loopt, doordat het water in het pand door een kortstondige toevoer of onttrekking een (extra) verplaatsing over een bepaalde afstand ondergaat. Een translatiegolf is een lopende golf, waarbij de waterdeeltjes gedurende het passeren van de golf ofwel uitsluitend voorwaarts dan wel uitsluitend achterwaarts bewegen 

## Historie van de naam
John Scott Russell (1808-1882) voerde in 1834 experimenten uitvoerde om het meest efficiënte ontwerp voor kanaalboten te bepalen. Hij ontdekte toen een fenomeen dat hij beschreef als de "golf van translatie". In de vloeistofdynamica wordt de golf nu de eenlinggolf van Russell genoemd. De ontdekking wordt hier in zijn eigen woorden beschreven:     

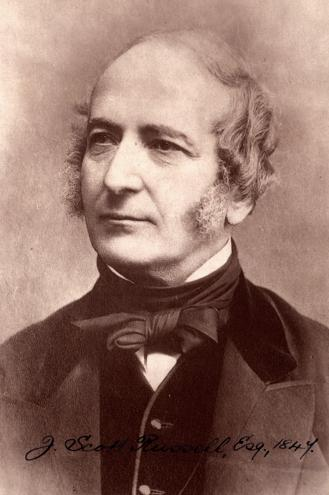
J Scott Russell

Ik observeerde de beweging van een boot die door een paar paarden snel door een smal kanaal werd getrokken, toen de boot plotseling stopte - niet de massa water in het kanaal die het in beweging had gebracht; het verzamelde zich rond de boeg van het schip in een staat van hevige opwinding, liet het toen plotseling achter, rolde met grote snelheid naar voren en nam de vorm aan van een grote eenzame verhoging, een afgeronde, gladde en goed gedefinieerde hoop water, die bleef zijn koers langs het kanaal blijkbaar zonder verandering van vorm of vermindering van snelheid. Ik volgde hem te paard en haalde hem in, terwijl hij nog steeds voortrolde met een snelheid van zo'n 14 km/u, zijn oorspronkelijke vorm behoudend, zo'n dertig voet lang en een voet op een voet en anderhalve voet hoog. De hoogte nam geleidelijk af, en na een achtervolging van twee tot drie kilometer verloor ik hem in de bochten van het kanaal. Dat was in de maand augustus 1834 mijn eerste toevallige ontmoeting met dat bijzondere en mooie fenomeen dat ik "Wave of Translation" heb genoemd.  
Het is de vraag of het door Scott Russel waargenomen verschijnsel echt een eenlinggolf was, of dat het een translatiegolf volgens de moderne betekenis was.  
Het fenomeen van eenlingsgolven  (solitaire golven) was eerder gemeld in 1826 door Giorgio Bidone in Turijn, maar het lijkt onopgemerkt te zijn gebleven door onderzoekers in Nederland en Groot-Brittannië, ondanks dat het werd genoemd in de Edinburgh Journal of Science in hetzelfde jaar. Scott Russell besteedde enige tijd aan praktisch en theoretisch onderzoek naar deze golven. Hij bouwde golftanks bij hem thuis en merkte enkele belangrijke eigenschappen op:      
- De golven zijn stabiel en kunnen zeer grote afstanden afleggen (normale golven hebben de neiging om af te vlakken of steiler te worden en om te vallen)
- De snelheid hangt af van de grootte van de golf en de breedte van de waterdiepte.
- In tegenstelling tot normale golven zullen ze nooit samensmelten - dus een kleine golf wordt ingehaald door een grote, in plaats van dat de twee samenkomen.
- Als een golf te groot is voor de diepte van het water, splitst hij zich in tweeën, een grote en een kleine.

Merk op dat solitonen per definitie onveranderd in vorm en snelheid zijn door een botsing met andere solitonen. Dus eenlingsgolven op een wateroppervlak zijn geen solitonen - na de interactie van twee (botsende of inhalende) solitaire golven zijn ze enigszins in amplitude veranderd en blijft er een oscillerend residu achter. En translatiegolven zijn ook geen solitonen, maar hun naam komt wel van Scott Russel. Het werk van Bidone en Scott Russell is in Nederland bekend geworden via een vertaling van de Franse publicatie van Bazin (Recherches hydrauliques entreprises par M.H. Darcy) door Olivier. De snelheid van de golf wordt in deze publicatie gegeven als:  
{\displaystyle c=\surd {(g(h+z))}}
Hierin is:
{\displaystyle c} is de loopsnelheid van de translatiegolf (m/s)
{\displaystyle g} is de versnelling van de zwaartekracht (m/s2)
{\displaystyle h} is de waterdiepte (m)
{\displaystyle z} is de hoogte van de golf (m)
Dit wordt in deze publicatie de Wet van Scott Russell genoemd. 

## Translatiegolven in een kanaal

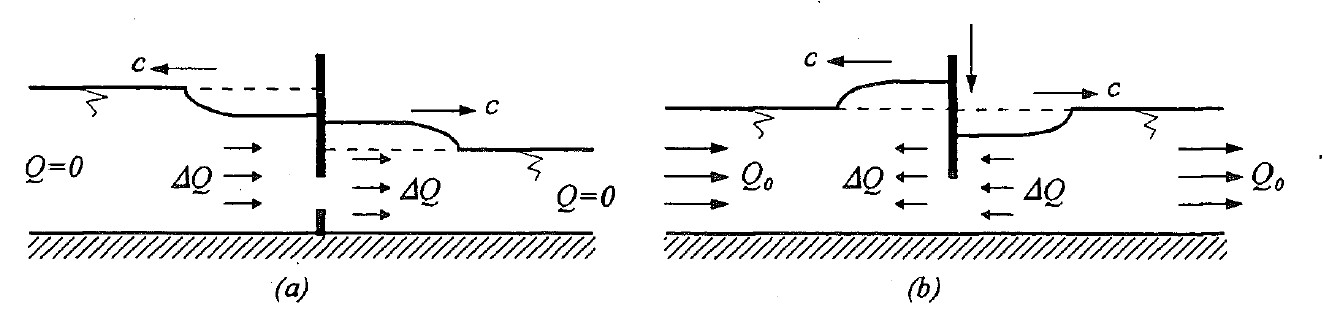
Translatiegolven in een kanaal

Heden ten dage noemt men een translatiegolf een golf die ontstaat door een plotselinge verhoging of verlaging van de waterstand, waarbij die verhoging (of verlaging) langere tijd aanhoudt. Dit is tegenstelling tot de eenlinggolf, die per definitie kort duurt. Translatiegolven kunnen ontstaan doordat er bijvoorbeeld in een kanaal plotseling een schuif of sluisdeur opengezet wordt (afbeelding a), of juist als in een kanaal met stromend water die stroming plotseling door een schuif gesloten wordt (afbeelding b). Merk op dat aan beide zijden van de schuif een golf gaat lopen in tegengestelde richting, maar met dezelfde golfhoogte. Een bijzonder geval van een translatiegolf is een de golf die ontstaat bij het (plotseling) doorbreken van een dam of een dijk. Een translatiegolf die in een kanaal met een constant dwarsprofiel loopt behoudt over lange afstand zijn hoogte, omdat er niet veel water echt stroomt, en daardoor het effect van de bodemweerstand klein is. Wel treden hoogteveranderingen op als het kanaal plotseling verbreedt of versmalt.Bij een splitsing splitst ook de translatiegolf en ontstaat in beide takken een (lagere) translatiegolf. Als een translatiegolf tegen een obstakel aanloopt (bijvoorbeeld de sluisdeur van een volgend kanaalpand) reflecteert de golf en gaat teruglopen (en wordt dan dus 2x zo hoog).

## Waarnemingen van translatiegolven
In 1935 is door J.Th. Thijsse in opdracht van Rijkswaterstaat een onderzoek gedaan naar translatiegolven bij het (toen nieuwe) Twentekanaal. Met kende het verschijnsel toen wel, maar kon het slecht kwantificeren. Me vreesde dat door deze golven de troskrachten in afgemeerde schepen zo groot zouden worden dat de trossen zouden breken. Thijsse ging uit van de loopsnelheid van een lange golf:
{\displaystyle c=\surd {(gh)}}
Maar als de hoogte van de golf zelf ({\displaystyle z}) niet meer verwaarloosd kan worden dan wordt de loopsnelheid:
{\displaystyle c={\sqrt {gh{\left(1+{\frac {3}{2}}*{\frac {z}{h}}\right)}}}}
Op basis hiervan heeft Thijsse metingen gedaan in het Twentekanaal.

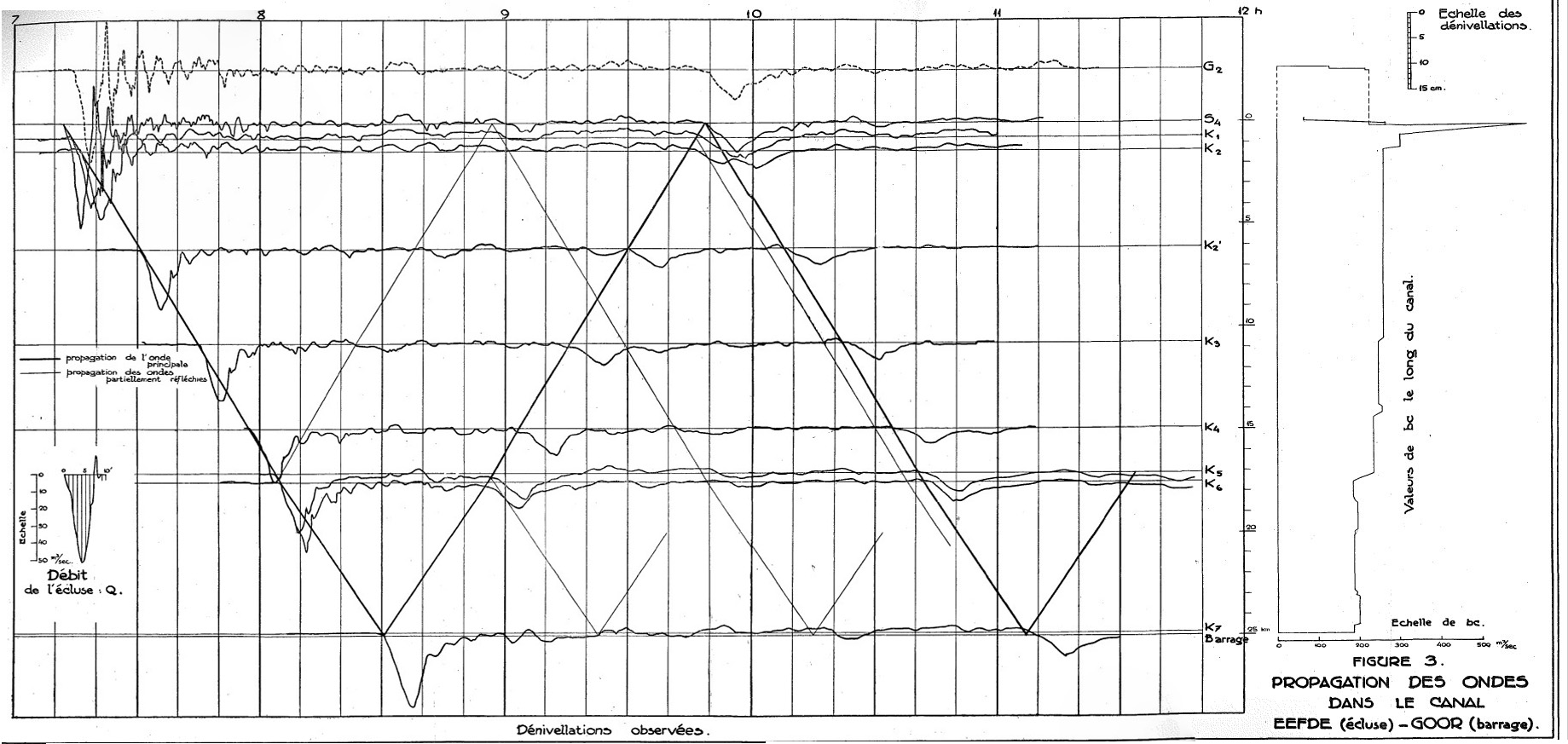
Gemeten translatiegolven in het Twentekanaal

In de grafiek staan de gemeten waterstanden. De horizontale lijnen zijn de verschillende meetpunten,  rechts is de afstand tussen die meetpunten gegeven. De diagonale lijnen geven de (berekende) loopsnelheid van de translatiegolf aan.  S4 is de sluis bij Eefde, waar de translatiegolf opgestart is door de sluis enige tijd te openen, K7 is het eindpunt van het kanaal. De hoofdgolf weerkaatst daar en loopt terug naar Eefde. Zelfs de weerkaatsing van de retourgolf bij Eefde is nog waar te nemen (de verlaging om 9:50).

## Relevantie van translatiegolven
De hoogte van een translatiegolf is relatief klein ten opzichte van de door de scheepvaart veroorzaakte golven. Tijdens de metingen van Thijsse uit 1935 was de golfhoogte in de orde van 1 dm. Translatiegolven zijn dan ook zelden een probleem voor de oeverbescherming of voor de scheepvaart. Translatiegolven vormen wel een probleem als er vanaf een (stil liggend) ponton in het kanaal werkzaamheden verricht worden, waarbij het ponton niet mag gaan slingeren. Dit speelt bijvoorbeeld bij het Julianakanaal en het Twentekanaal. Deze kanalen liggen gedeeltelijk in ophoging, dat wil zeggen het waterpeil van het kanaal is hoger dan het niveau van land aan beide zijden. Als de bodem dan uit doorlatend materiaal bestaat (grof zand of grind) dan loopt het kanaal leeg in het grondwater. Om dat de voorkomen is op de bodem een waterdichte laag klei aangebracht. Nu worden beide kanalen verbreed. Hierdoor ontstaat een stuk kanaalbodem zonder kleilaag. Die moet daar nog aangebracht worden. De optie die toegepast is bij de aanleg van het kanaal (in droge toestand de klei aanbrengen en daarna het kanaal vullen) is nu niet mogelijk, omdat dan het kanaal voor heel lange tijd (orde een jaar) drooggezet zou moeten worden. Er wordt daarom met een speciale ponton een waterdichte laag onder water aangebracht. Dat ponton moet tijdens de werkzaamheden volkomen stil liggen. Een translatiegolf van orde een decimeter kan zo'n ponton behoorlijk laten slingeren. Nu kan bij de passage van zo'n translatiegolf het werk wel tijdelijk stilgelegd worden, maar dan moet wel precies bekend zijn wanneer de translatiegolf langs komt. Hiernaar is zowel bij het Twentekanaal als bij het Julianakanaal onderzoek gedaan. Het bleek dat het goed mogelijk was om de passage van een translatiegolf te voorspellen zodat de werkzaamheden daarop aangepast konden worden 
Overigens, om andere redenen was deze operatie in het Julianakanaal toch niet helemaal succesvol en is in 2024 het kanaal toch gedeeltelijk drooggezet.

## Opmerking
Een translatiegolf moet niet verward worden met een transversale golf.  